# Madeleine Wuilloud
Madeleine Wuilloud, coniugata Combelles (Friburgo, 5 aprile 1946), è un'ex sciatrice alpina svizzera.

## Biografia
Sciatrice polivalente, Madeleine Wuilloud debuttò in campo internazionale in occasione delle SDS-Rennen 1963, disputate tra l'8 e l'11 gennaio a Grindelwald, dove si classificò 28ª nello slalom gigante e non completò lo slalom speciale; nel 1966 si piazzò 2ª nello slalom gigante del trofeo Soreghina (Cavalese, 5-6 febbraio), vinse la discesa libera degli International American Championships (Stowe, 18-20 marzo), dove fu anche 3ª nella combinata, ed esordì ai Campionati mondiali: a Portillo 1966 si classificò 18ª nella discesa libera e 15ª nello slalom gigante.
In Coppa del Mondo debuttò nella seconda gara della stagione inaugurale del circuito femminile, l'8 gennaio 1967 a Oberstaufen in slalom gigante (10ª), e conquistò il miglior risultato, nonché ultimo piazzamento a punti, il 28 gennaio dello stesso anno a Saint-Gervais-les-Bains nella medesima specialità (6ª); l'anno dopo ai X Giochi olimpici invernali di Grenoble 1968, sua unica presenza olimpica, fu 16ª nella discesa libera, 13ª nello slalom speciale e non completò lo slalom gigante. La sua ultima gara internazionale fu lo slalom speciale di Coppa del Mondo disputato il 6 aprile dello stesso anno a Heavenly Valley, chiuso dalla Wuilloud al 12º posto.

## Palmarès

### Coppa del Mondo
- Miglior piazzamento in classifica generale: 22ª nel 1967

### Campionati svizzeri
- 5 medaglie:
  - 1 oro (discesa libera[6] nel 1967)
  - 3 argenti (discesa libera[7] nel 1963; discesa libera[8], combinata[8] nel 1968)
  - 1 bronzo (slalom gigante[9] nel 1966)